# Бентон, Фредрик
Фредрик Бентон (англ. Fredrick Benton; 16 июня 1986) — гуамский футболист, защитник.
Бентон известен тем, что сыграл один матч за сборную Гуама. 17 июня 2007 года он сыграл в матче со сборной Тайваня в рамках чемпионата Восточной Азии 2008, в котором вышел на замену на 54-й минуте вместо Джеймса Гавела и отметился жёлтой карточкой на 85-й минуте. Матч завершился поражением Гуама со счётом 0:10, а в итоговой таблице сборная заняла 9-е место из 10.